# 布雷巡洋舰

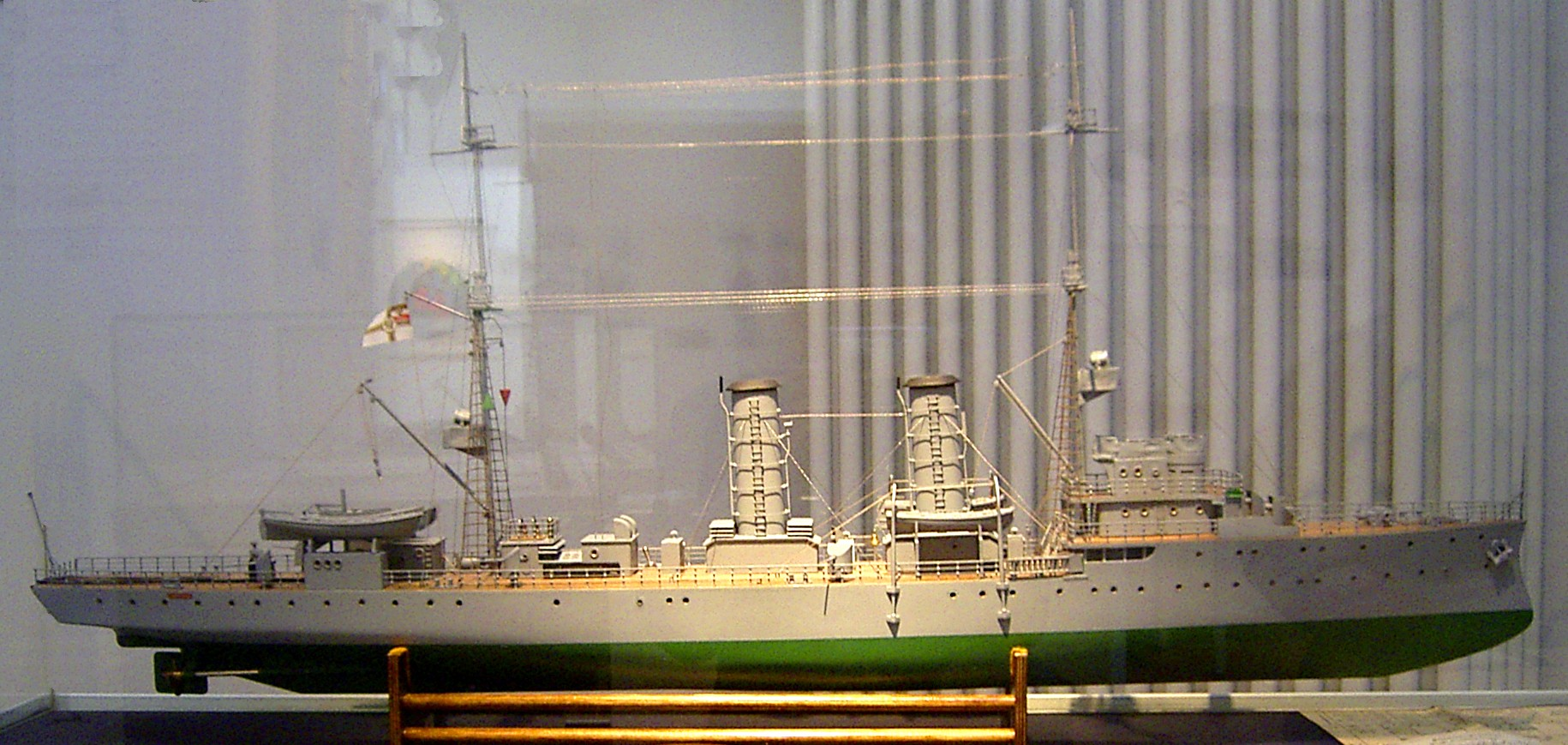
布雷巡洋舰信天翁号的模型

布雷巡洋舰是小巡洋舰（后重归类为轻巡洋舰）的一种变体舰型，其设计目的是跟随舰队的进攻使用，并应在敌方航线上布设水雷及保护己方舰队。这一舰型的武器装备仅限于自我保护，以便将更多的空间用于提高布雷（数百枚水雷）能力。整体而言，专门的建造的布雷巡洋舰仅有少数几艘，大多数用于此目的的舰只都是通过既有巡洋舰改造而成。

## 各国布雷巡洋舰概览

### 德意志帝国
德意志帝国海军的首批布雷巡洋舰在武器装备上非常孱弱，以至于它们无法真正归类至巡洋舰。
- 鹦鹉螺号
- 信天翁号

直至后续丽蝇级的面世才在这方面符合巡洋舰的标准。
- 丽蝇号
- 牛虻号

### 英国
早在第一次世界大之前，英国皇家海军便已将低战斗力的巡洋舰改造为布雷巡洋舰（英語：Minelaying Cruisers）。以下是皇家海军专为此用途建造的远洋布雷舰。
- 冒险号（英语：HMS Adventure (M23)）

自1938年起，皇家海军又接连建造了亚必迭级的六艘高速布雷巡洋舰。
- 亚必迭号（英语：HMS Abdiel (M39)）
- 拉托娜号（英语：HMS Latona (M76)）
- 曼岛人号（英语：HMS Manxman (M70)）
- 威尔士人号（英语：HMS Welshman (M84)）
- 阿里阿德涅号（英语：HMS Welshman (M84)）
- 阿波罗号（英语：HMS Apollo (M01)）

### 法国
- 普路托号（英语：French cruiser Pluton）
- 埃米尔·贝尔坦号

### 日本
在日本，过时的装甲巡洋舰于第二次世界大战前被改造为布雷巡洋舰（日语：機雷敷設艦）。
- 冲岛号
- 常磐号

### 瑞典
小规模海军通常拥有多用途舰船，其中也包括布雷巡洋任务。
- 克拉斯·弗莱明号（英语：HSwMS Clas Fleming）
- 哥得兰号（英语：HSwMS Gotland (1933)）

### 俄罗斯/苏联
- 俄罗斯号（英语：Russian cruiser Rossia）
- 阿穆尔级（英语：Amur-class minelayer (1898)）：阿穆尔河号（1898年） + 叶尼塞号（1898年）
- 阿穆尔级：阿穆尔号（1907年） + 叶尼塞号（1906年）
- 怒吼者号（英语：Russian cruiser Gromoboi）